# Ken Shapiro
Kenneth Roy Shapiro (Newark, New Jersey, 1942. június 5. – Las Cruces, Új-Mexikó, 2017. november 18.) amerikai színész, forgatókönyvíró, filmrendező, producer.

## Filmjei
- Texaco Star Theatre Starring Milton Berle (1948–1949, tv-sorozat, gyermekszínész, hét epizódban)
- Studio One (1955, tv-sorozat, gyermekszínész, egy epizódban)
- A Smell of Honey, a Swallow of Brine (1966, színész)
- Singing Faces (1968, rövidfilm, színész, forgatókönyvíró, rendező, producer)
- The One Arm Bandit (1971, forgatókönyvíró)
- Evening News (1971, rövidfilm, színész, forgatókönyvíró, rendező, producer)
- The Great American Dream Machine (1971, tv-sorozat, színész)
- The Groove Tube (1974, színész, forgatókönyvíró, rendező, producer)
- Légvonalban közelebb (Modern Problems) (1981, forgatókönyvíró, rendező)
- The Discipline of D.E. (1982, rövidfilm, hang)